# Kanton Les Ponts-de-Cé
Kanton Les Ponts-de-Cé (fr. Canton des Ponts-de-Cé) je francouzský kanton v departementu Maine-et-Loire v regionu Pays de la Loire. Tvoří ho 16 obcí.

## Obce kantonu
- Blaison-Gohier
- La Bohalle
- La Daguenière
- Juigné-sur-Loire
- Mozé-sur-Louet
- Mûrs-Erigné
- Les Ponts-de-Cé
- Sainte-Gemmes-sur-Loire
- Saint-Jean-de-la-Croix
- Saint-Jean-des-Mauvrets
- Saint-Mathurin-sur-Loire
- Saint-Melaine-sur-Aubance
- Saint-Rémy-la-Varenne
- Saint-Saturnin-sur-Loire
- Saint-Sulpice
- Soulaines-sur-Aubance